# هايدي هامل
هايدي هامل (بالإنجليزية: Heidi Hammel) (و. 1960 – م) هي عالمة فلك من الولايات المتحدة الأمريكية. ولدت في كاليفورنيا. الجمعية الكوكبية.

## التعليم
تعلمت في معهد ماساتشوست للتكنولوجيا، وجامعة هاواي.

## مناصب وهيئات
أدارت معهد ماساتشوست للتكنولوجيا.

## جوائز
حصلت على جوائز منها:
- عام 2002: وسام كارل ساغان
- جائزة هارولد يوري (1996)
- جائزة كلومبي-روبرتس (1995).